# Mikel Lejarza
Mikel Lejarza Eguía, más conocido como El Lobo (Villaro, c. 1951), es un operativo antiterrorista de los servicios de inteligencia españoles que logró infiltrarse en la cúpula de ETA político-militar a principios de la década de 1970. Proporcionó la información necesaria para desarticular la dirección de la banda, lo que resultó en la detención de unos ciento cincuenta etarras en 1975.
Existe muy poca información fiable sobre su biografía. Lejarza provendría de una familia vascohablante de orientación carlista e ingresó en el Servicio Central de Documentación a principios de la década de 1970, en pleno tardofranquismo. Tras la operación de 1975, se convirtió en uno de los principales objetivos de ETA, por lo que se sometió a varias cirugías faciales para alterar su aspecto físico. Probablemente asumió una identidad falsa mientras continuaba al servicio de la inteligencia española. Reapareció por primera vez en 2016, con fuertes medidas de seguridad. En 2022 publicó sus memorias.

## Biografía

### Infiltración en ETA
Nacido en 1947 o 1951 en Villaro, provincia de Vizcaya, en el seno de una familia vascohablante de tradición carlista.
Fue reclutado en su juventud a principios de los años setenta (a finales de la dictadura franquista) por los servicios secretos españoles (Servicio Central de Documentación o SECED) con el fin de infiltrarlo en el núcleo dirigente de ETA. Esto ocurrió en los últimos años del franquismo, una época de desbordante ebullición política en el País Vasco, cuando sectores de la sociedad vasca veían en ETA un movimiento de resistencia ante un régimen dictatorial.
Lejarza llegó a ser uno de los máximos responsables de la infraestructura de ETA político-militar gracias a los medios materiales y económicos que los aparatos del Estado le proporcionaban. «Lobo» se dedicó a facilitar a los terroristas pisos repartidos por toda la geografía española, los cuales estaban permanentemente controlados por los servicios secretos. Así es como «Lobo» se ganó la confianza de ETA (p-m) y se convirtió con el tiempo en parte fundamental de la estructura organizativa.

#### Acusación por su infiltración
En 2024, el colectivo Euskal Herriko Giza Eskubideen Behatokia (en euskera: Observatorio de Derechos Humanos de Euskal Herria, más conocido como EG Behatokia), interpuso una demanda a Mikel Lejarza junto a la familia de Josu Mujika por la muerte de éste a manos de la Policía Armada en 1975 por su condición de militante de ETA político-militar, donde Lejarza estaba infiltrado por el CESID según la querella.

### Repercusión
Proporcionó a las fuerzas de seguridad la información que hizo posible descabezar en 1975 la cúpula de ETA (p-m). Entonces fueron arrestados en Madrid y  Barcelona los principales dirigentes, entre los que se encontraban Ezkerra y Wilson, así como más de ciento cincuenta etarras. Lejarza se opuso a que la operación se realizara en ese momento pues, a su juicio, de haber esperado un poco más se podía haber desarticulado definitivamente a ETA. Tras este golpe, su identidad quedó al descubierto.
Otra de las consecuencias de aquella operación fue que un intento de fuga de varios miembros de ETA encarcelados en Segovia quedara abortado en 1975, aunque unos meses más tarde sí se produjo con éxito. El 27 de septiembre de ese año fueron fusilados, en aplicación de las condenas a muerte tras consejos de guerra, los militantes de ETA p-m Juan Paredes Manot, alias Txiki y Ángel Otaegui, al igual que los militantes del FRAP José Luis Sánchez Bravo, Ramón García Sanz y Humberto Baena. Estas ejecuciones, las últimas del régimen franquista, provocaron una campaña de protestas en numerosas capitales europeas.
Destapada la fuente de información, ETA puso precio a la cabeza de Mikel Lejarza y empapeló las calles con su fotografía bajo el lema «Se busca». Desde entonces «Lobo» fue objetivo prioritario de ETA. Según se ha afirmado en medios de comunicación, Lejarza se cambió la cara en una operación de cirugía facial y vive bajo una identidad falsa. Pese a haber concedido entrevistas a diferentes medios de comunicación, desde el año 1975 nada se sabe a ciencia cierta sobre Mikel Lejarza. En estas entrevistas suele aparecer un hombre con el rostro oculto que los entrevistadores presentan como «Lobo».
Según el libro de 2019 de Fernando Rueda, desde 1975 ha estado persiguiendo a etarras durante catorce años en España y otros países como México y también ha participado en operaciones contra el terrorismo islámico y el narcotráfico; según Rueda, incluso se infiltró en grupos de comunicación e investigó a personas como Mario Conde cuando era director de Banesto para que no se quedara con grupos televisivos como Antena 3 o el grupo Godó.

### Controversia sobre la realidad de su historia
Desde que se hiciera pública la historia de Mikel Lejarza, no fueron pocas las voces que pusieron en duda la versión dada por éste sobre su papel en la lucha contra la banda armada o si quiera su participación en la misma.
Esta controversia cobró mayor fuerza en marzo de 2025, a raíz del embargo de la vivienda familiar de Lejarza y su esposa en Madrid debido a las deudas de ella. La casa se llegó a subastar en mayo de 2024 y el nuevo propietario interpuso una demanda contra la pareja que se encontraba ocupando su antigua vivienda. En la demanda, el nuevo propietario presentó grabaciones de llamadas amenazantes de supuestos agentes del CNI así como conversaciones con Lejarza en las que éste sostenía haber sido engañado por Hacienda y que seguía formando parte del CNI, insinuando que aún contaba con protección.
El ministro del Interior, Fernando Grande-Marlaska, realizó un comunicado aclarando que «no es objeto de ningún tipo de protección desde el Ministerio del Interior», órgano del que depende el CNI. Igualmente, fuentes de los servicios de inteligencia dijeron a la Cadena Ser que Mikel Lejarza no fue un agente de plantilla, sino un colaborador, por lo tanto, solo tuvo protección oficial por su implicación de infiltrado en ETA.

## Obras
- Lejarza, Mikel; Rueda, Fernando (2019). Yo confieso. 45 años de espía. Barcelona: Roca. ISBN 9788417541293.
- Lejarza, Mikel; Rueda, Fernando (2022). Secretos de confesión «50 años de la Operación Lobo». Barcelona: Roca. ISBN 978-84-18850-87-5.

## El «Lobo» en la cultura popular
Desde principios de siglo se viene produciendo una ingente cantidad de reportajes, libros, documentales e incluso una película, El Lobo, producida por Mundoficción -propiedad de Unedisa, editora del diario El Mundo- y protagonizada por Eduardo Noriega en el papel de «Lobo» (bajo el nombre del personaje «Txema Loygorri»).
Programas como Milenio 3 y Cuarto Milenio (ambos presentados por Iker Jiménez) han tratado en numerosas ocasiones sobre la vida del Lobo.